# Елена (съпруга на Иван Асен I)
Вижте пояснителната страница за други личности с името Елена.
Елена е българска царица, втора съпруга на цар Иван Асен I.

## Биография
Произходът на Елена не е известен. Проф. Петър Петров изказва предположение, че тя може да е дъщеря на сръбския велик жупан Стефан Неманя. Това мнение обаче е оспорвано от редица учени, които припомнят, че Стефан Неманя има само една дъщеря, а в изворите се посочва, че причина за скандала между цар Иван Асен I и Иванко е, че последният си позволява безчестие по отношение на сестрата на царицата, докато е сгоден за друга жена.
Елена встъпва в брак с Иван Асен I на 13-годишна възраст през 1186 г. В Синодика на цар Борил за нея четем:
| „ | На Елена, новата и благочестива царица, майка на великия цар Иван Асен, приела след това ангелски образ и наречена Евгения, вечна памет | “ |

Наречена е „новата царица“, вероятно поради факта, че е втора съпруга на владетеля. Първата съпруга на Иван Асен I – Мария, е от виден болярски род, но не и с царски произход. От брака на Иван Асен I с Елена се раждат няколко синове, един от които е Иван Асен II, бъдещият цар на българи и власи. Другият известен е Александър, севастократор и владетел на областта Средец с център днешна София.
Едва след 1218 г., когато Иван Асен II се възцарява на търновския престол, тя заема почетно място като царица-майка. Макар и косвено, от някои паметници личи, че при царуването на Иван Асен II (1218-1241) царицата майка e имала влияние в двореца. 
Тя овдовява през 1196 г. От разказа на Никита Хониат разбираме, че съпругът ѝ е убит от Иванко буквално пред очите ѝ. Приема монашеството (под името Евгения) едва след смъртта на своя син Иван Асен през 1241 г. 